# Kurt Warnekros
Kurt Warnekros (Neustrelitz, 15 novembre 1882 – Parigi, 30 settembre 1949) è stato un sessuologo e ginecologo tedesco.

## Biografia
Nel 1930, in seguito a un viaggio a Parigi, Warnekros ebbe Einar Wegener come paziente, organizzando una serie di operazioni, trasformando Wegener in Lili Elbe. Questa operazione è stata eseguita presso l'Istituto per la ricerca sessuale di Magnus Hirschfeld per la rimozione dei testicoli di Elbe. In seguito, sono state eseguite altre tre operazioni. Lili morì dopo l'ultima operazione, quando l'utero trapiantato fu respinto dal suo corpo.

## Cultura di massa
Kurt Warnekros è interpretato da Sebastian Koch nel film The Danish Girl del 2015.